# Сигнал
Сигна́л — материальное воплощение сообщения для использования при передаче, переработке и хранении информации.
Сигна́л — код (символ, знак), созданный и переданный в пространство (по каналу связи) одной системой, либо возникший в процессе взаимодействия нескольких систем. Смысл и значение сигнала проявляются после регистрации и интерпретации в принимающей системе.
Сигна́л (в теории информации и связи) — носитель информации, используемый для передачи сообщений в системе связи. 
Сигна́л — вход и вывод поступивший на черный ящик, является подмножеством вместо множества, которым является черный ящик.
Существует немалое количество попыток сформулировать достаточно удобное определение этого термина и в специальной литературе
(напр.,),
и в формальных нормативных актах.

## Определения
Помимо приведённого выше энциклопедического определения существует в классической литературе и множество иных вариантов определения термина «сигнал».
«Обычно под сигналом понимают величину, отражающую каким-либо образом состояние физической системы. В этом смысле естественно рассматривать сигнал как результат некоторых измерений, проводимых над физической системой в процессе её наблюдения».
«Сигнал может быть определён как функция, переносящая информацию о состоянии или поведении физической системы. (…) Математически сигналы представляются в виде функций одной или нескольких независимых переменных».
«Сигнал — это изменяющаяся во времени физическая величина, описываемая функцией времени. Один из параметров этой функции содержит информацию о другой физической величине. Такой параметр сигнала (функции) называют информативным, а физическую величину, которой представлен сигнал, — носителем сигнала (несущей сигнала); сигнал имеет размерность этой величины».

«Сигналом обычно называют то, что несёт в себе какие-то данные».

## Общие сведения
Сигнал может генерироваться, но его приём не обязателен, в отличие от сообщения, которое рассчитано на принятие принимающей стороной, иначе оно не является сообщением. Сигналом может быть любой физический процесс, параметры которого изменяются (или находятся) в соответствии с передаваемым сообщением.
Сигнал, детерминированный или случайный, описывают математической моделью, функцией, характеризующей изменение параметров сигнала. Математическая модель представления сигнала, как функции времени, является основополагающей концепцией теоретической радиотехники, оказавшейся плодотворной как для анализа, так и для синтеза радиотехнических устройств и систем. В радиотехнике альтернативой сигналу, который несёт полезную информацию, является шум — обычно случайная функция времени, взаимодействующая (например, путём сложения) с сигналом и искажающая его. Основной задачей теоретической радиотехники является извлечение полезной информации из сигнала с обязательным учётом шума.
Понятие сигнал позволяет абстрагироваться от конкретной физической величины, например тока, напряжения, акустической волны и рассматривать вне физического контекста явления связанные кодированием информации и извлечением её из сигналов, которые обычно искажены шумами. В исследованиях сигнал часто представляется функцией времени, параметры которой могут нести нужную информацию. Способ записи этой функции, а также способ записи мешающих шумов называют математической моделью сигнала.
В связи с понятием сигнала формулируются такие базовые принципы кибернетики, как понятие о пропускной способности канала связи, разработанное Клодом Шенноном и об оптимальном приёме, разработанная В. А. Котельниковым.

## Классификация сигналов
По физической природе носителя информации:
- электрические;
- электромагнитные;
- оптические;
- акустические;
- перцептронные;

и другие;
По способу задания сигнала:
- регулярные (детерминированные), заданные аналитической функцией;
- нерегулярные (случайные), принимающие произвольные значения в любой момент времени. Для описания таких сигналов используется аппарат теории вероятностей.

В зависимости от функции, описывающей параметры сигнала, выделяют:
- непрерывные (аналоговые),
- непрерывно-квантованные,
- дискретно-непрерывные и
- дискретно-квантованные сигналы.

### Непрерывный (аналоговый) сигнал

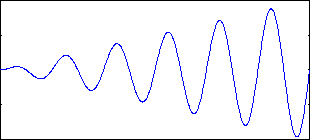
Аналоговый сигнал

Большинство сигналов имеют непрерывную зависимость от независимой переменной (например, изменяются непрерывно во времени) и могут принимать любые значения на некотором интервале. «Сигналы в непрерывном времени и с непрерывным диапазоном амплитуд также называются аналоговыми сигналами». Аналоговые сигналы (АС) оказывается возможным описать некоторой непрерывной математической функцией времени.
Пример АС — гармонический сигнал: s(t) = A·cos(ω·t + φ).
Аналоговые сигналы используются в телефонии, радиовещании, телевидении. Ввести такой сигнал в цифровую систему для обработки невозможно, так как на любом интервале времени он может иметь бесконечное множество значений, и для точного (без погрешности) представления его значения требуются числа бесконечной разрядности. Поэтому очень часто необходимо преобразовывать аналоговый сигнал так, чтобы можно было представить его последовательностью чисел заданной разрядности.
Среди экспертов существует мнение, что термин «аналоговый сигнал» следует считать неудачным и устаревшим, а вместо него следует использовать термин «непрерывный сигнал».

### Дискретно-непрерывный (дискретный) сигнал

Дискретный сигнал

«Дискретные сигналы (сигналы в дискретном времени) определяются в дискретные моменты времени и представляются последовательностью чисел».
Дискретизация аналогового сигнала состоит в том, что сигнал представляется в виде последовательности значений, взятых в дискретные моменты времени ti (где i — индекс). Обычно промежутки времени между последовательными отсчётами (Δti = ti − ti−1) постоянны; в таком случае, Δt называется интервалом дискретизации. Сами же значения сигнала x(t) в моменты измерения, то есть xi = x(ti), называются отсчётами.

### Непрерывно-квантованный сигнал

Квантованный сигнал

При квантовании вся область значений сигнала разбивается на уровни, количество которых должно быть представлено в числах заданной разрядности. Расстояния между этими уровнями называется шагом квантования Δ. Число этих уровней равно N (от 0 до N−1). Каждому уровню присваивается некоторое число. Отсчёты сигнала сравниваются с уровнями квантования и в качестве сигнала выбирается число, соответствующее некоторому уровню квантования. Каждый уровень квантования кодируется двоичным числом с n разрядами. Число уровней квантования N и  число разрядов n двоичных чисел, кодирующих эти уровни, связаны соотношением n ≥ log2(N).
В соответствии с ГОСТ 26.013-81, такие сигналы обозначены термином «многоуровневый сигнал».

### Прерывающийся параконсистентно сигнал
Параконсистентный сигнал — это разновидность сигнала с противоречивыми и неоднозначными данными. Он отличается от непрерывного и предполагает, что любое утверждение может быть истинным или ложным, не допуская в описании черного ящика противоречий и недостатка данных. Параконсистентная логика же допускает существование противоречий и недостатка данных и прерываний в сигнале и позволяет работать с ним.

### Дискретно-квантованный (цифровой) сигнал

Цифровой сигнал

К цифровым сигналам относят те, у которых дискретны как независимая переменная (например, время), так и уровень.
Для того, чтобы представить аналоговый сигнал последовательностью чисел конечной разрядности, его следует сначала превратить в дискретный сигнал, а затем подвергнуть квантованию. Квантование является частным случаем дискретизации, когда дискретизация происходит по одинаковой величине, называемой квантом. В результате сигнал будет представлен таким образом, что на каждом заданном промежутке времени известно приближённое (квантованное) значение сигнала, которое можно записать целым числом. Последовательность таких чисел и будет являться цифровым сигналом.

## Параметры сигналов
- Мощность сигнала {\displaystyle P(t)=s^{2}(t)}
- Удельная энергия сигнала {\displaystyle E_{\text{уд}}=\int \limits _{-\infty }^{\infty }{s^{2}(t)dt}}
- Длительность сигнала {\displaystyle T} определяет интервал времени, в течение которого сигнал существует (отличен от нуля);
- Динамический диапазон есть отношение наибольшей мгновенной мощности сигнала к наименьшей:

{\displaystyle D=10\lg {\frac {P_{max}}{P_{min}}}}
- Ширина спектра сигнала {\displaystyle F} — полоса частот, в пределах которой сосредоточена основная энергия сигнала;
- База сигнала есть произведение длительности сигнала на ширину его спектра {\displaystyle B=TF}. Необходимо отметить, что между шириной спектра и длительностью сигнала существует обратно пропорциональная зависимость: чем короче спектр, тем больше длительность сигнала. Таким образом, величина базы остается практически неизменной;
- Отношение сигнал/шум равно отношению мощности полезного сигнала к мощности шума;
- Объём передаваемой информации характеризует пропускную способность канала связи, необходимую для передачи сигнала. Он определяется как произведение ширины спектра сигнала на его длительность и динамический диапазон:

{\displaystyle V=FTD}

## Характеристики сигналов
Формально прописанными в ГОСТ характеристиками сигналов являются ниже следующие.

### Характеристики импульсов
- Спектральная функция импульса — комплексная функция, представляющая собой преобразование Фурье от импульса.
- Модуль спектральной функции импульса
- Аргумент спектральной функции импульса

### Характеристики периодических сигналов
- Период периодического сигнала — параметр, равный наименьшему интервалу времени, через который повторяются мгновенные значения периодического сигнала.
- Частота периодического сигнала — параметр, представляющий собой величину, обратную периоду периодического сигнала.
- Комплексный спектр периодического сигнала — Комплексная функция дискретного аргумента, равного целому числу значений частоты периодического сигнала, представляющая собой значения коэффициентов комплексного ряда Фурье для периодического сигнала.
- Амплитудный спектр периодического сигнала — Функция дискретного аргумента, представляющая собой модуль комплексного спектра периодического сигнала.
- Фазовый спектр периодического сигнала — функция дискретного аргумента, представляющая собой аргумент комплексного спектра периодического сигнала.
- Гармоника — гармонический сигнал с амплитудой и начальной фазой, равными соответственно значениям амплитудного и фазового спектра периодического сигнала при некотором значении аргумента.

### Характеристики случайных сигналов
- Одномерная плотность вероятности — функция, равная пределу отношения вероятности пребывания случайного сигнала в некотором интервале значений к ширине этого интервала при стремлении его к нулю, причем ее аргументом является значение, к которому стягивается интервал
- Корреляционная функция — функция, равная среднему значению произведения переменной составляющей случайного сигнала и такой же переменной составляющей, но запаздывающей на заданное время.
- Нормированная корреляционная функция — функция, равная отношению корреляционной функции случайного сигнала к его дисперсии
- Энергетический спектр — функция, представляющая собой преобразование Фурье от корреляционной функции, аргументом которой является частота

### Характеристики взаимодействия сигналов
- Отношение сигнал — помеха — отношение величин, характеризующих интенсивности сигнала и помехи.
- Коэффициент модуляции «вверх» — коэффициент, равный отношению пикового отклонения «вверх» закона модуляции к его постоянной составляющей при амплитудной модуляции.
- Коэффициент модуляции «вниз» — коэффициент, равный отношению пикового отклонения «вниз» закона модуляции к его постоянной составляющей при амплитудной модуляции.
- Девиация частоты «вверх» — спектральное отклонение «вверх» закона модуляции при частотной модуляции.
- Девиация частоты «вниз» — спектральное отклонение «вниз» закона модуляции при частотной модуляции.
- Индекс угловой модуляции — пиковое отклонение закона модуляции фазомодулированного сигнала при гармоническом законе модуляции

### Характеристики взаимосвязи сигналов
- Взаимокорреляционная функция — функция, равная среднему значению произведения переменной составляющей одного случайного сигнала и запаздывающей на заданное время переменной составляющей другого случайного сигнала.
- Взаимный энергетический спектр — Функция, представляющая собой преобразование Фурье от взаимнокорреляционной функции, аргументом которой является частота
- Время запаздывания — параметр, равный значению временного сдвига одного из сигналов, при котором достигается тождественное равенство его другому сигналу с точностью до постоянного множителя и постоянного слагаемого.
- Фазовый сдвиг — модуль разности начальных фаз двух гармонических сигналов одинаковой частоты.

### Характеристики искажений сигналов
- Коэффициент гармоник — коэффициент, характеризующий отличие формы данного периодического сигнала от гармонической, равный отношению среднеквадратического напряжения суммы всех гармоник сигнала, кроме первой, к среднеквадратическому напряжению первой гармоники.
- Относительное отклонение сигнала от линейного закона — коэффициент, равный отношению абсолютного отклонения (40) данного сигнала от прямой линии, соединяющей мгновенные значения сигнала, соответствующие началу и концу заданного интервала времени к максимальному значению сигнала на этом же интервале
- Коэффициент нелинейности сигнала — коэффициент, равный отношению размаха производной сигнала на заданном интервале времени к максимальному значению производной на этом же интервале.
- Абсолютное отклонение сигналов — максимальное значение разности мгновенных значений сигналов, взятых в один и тот же момент времени на протяжении заданного интервала времени.

## Частные сведения

### Сигнал и событие
Событие (получение записки, наблюдение сигнальной ракеты, приём символа по телеграфу) является сигналом только в той системе отношений, в которой сообщение опознается значимым (например, в условиях боевых действий сигнальная ракета — событие, значимое только для того наблюдателя, которому оно адресовано). Очевидно, что сигнал, заданный аналитически, событием не является и не несет информацию, если функция сигнала и её параметры известны наблюдателю.
В технике сигнал всегда является событием. Другими словами, событие — изменение состояния любого компонента технической системы, опознаваемое логикой системы как значимое, является сигналом. Событие, неопознаваемое данной системой логических или технических отношений как значимое, сигналом не является.

### Представление сигнала и спектр
Есть два способа представления сигнала в зависимости от области определения: временной и частотный. В первом случае сигнал представляется функцией времени {\displaystyle s(t)} характеризующей изменение его параметра.
Кроме привычного временного представления сигналов и функций при анализе и обработке данных широко используется описание сигналов функциями частоты. Действительно, любой сколь угодно сложный по своей форме сигнал можно представить в виде суммы более простых сигналов, и, в частности, в виде суммы простейших гармонических колебаний, совокупность которых называется частотным спектром сигнала.
Для перехода к частотному способу представления используется преобразование Фурье:
{\displaystyle S(\omega )=\int \limits _{-\infty }^{+\infty }s(t)e^{-j\omega t}\,dt}.
Функция {\displaystyle S(\omega )} называется спектральной функцией или спектральной плотностью. Поскольку спектральная функция {\displaystyle S(\omega )} является комплексной, то можно говорить о спектре амплитуд {\displaystyle |S(\omega )|} и спектре фаз {\displaystyle \phi (\omega )=arg(S(\omega ))}.
Физический смысл спектральной функции: сигнал {\displaystyle s(t)} представляется в виде суммы бесконечного ряда гармонических составляющих (синусоид) с амплитудами {\displaystyle {\frac {|S(\omega )|}{\pi }}d\omega }, непрерывно заполняющими интервал частот от {\displaystyle 0} до {\displaystyle \infty }, и начальными фазами {\displaystyle \phi (\omega )}.
Размерность спектральной функции есть размерность сигнала, умноженная на время.

### В радиотехнике
В радиотехнике основным элементом кодирования является модуляция сигнала. При этом обычно рассматривается близкий к гармоническому сигнал вида s(t) = A sin(2πf·t + φ), где амплитуда A, частота f или фаза φ медленно (относительно скорости изменения синуса) изменяются в зависимости от передаваемой информации (амплитудная, частотная или фазовая модуляция, соответственно).
Стохастические модели сигнала, предполагают случайным или сам сигнал, или переносимую им информацию. Стохастическая модель сигнала часто формулируется как уравнение, связывающее сигнал с шумом, который в данном случае имитирует множество возможных информационных сообщений и называется формирующим шумом, в отличие от мешающего шума наблюдения.
Обобщением скалярной модели сигнала являются, например, векторные модели сигналов, представляющие собой упорядоченные наборы отдельных скалярных функций, с определенной взаимосвязью компонентов вектора друг с другом. На практике векторная модель соответствует, в частности, одновременному приёму сигнала несколькими приёмниками с последующей совместной обработкой. Ещё одним расширением понятия сигнала является его обобщение на случай полей.

### Книги
1. ↑  Френкс Л. Теория сигналов / Пер. с англ. под ред. Д. Е. Вакмана.. — М.: Сов. радио, 1974. — 344 с. — 16 500 экз.
2. ↑  А. Оппенгейм, Р. Шафер. Цифровая обработка сигналов / Пер. с англ.. — М.: Связь, 1979. — 416 с.
3. ↑  Гоноровский И. С. Радиотехнические цепи и сигналы. — М.: Радио и связь, 1986. — 512 с.
4. ↑  Куликовский Л. Ф., Молотов В. В. Теоретические основы информационных процессов. — М.: Высшая школа, 1987. — 248 с.
5. ↑  Краус М., Кучбах Э., Вошни О.-Г. Сбор данных в управляющих вычислительных системах / Пер. с нем.. — М.: Мир, 1987. — 294 с. — 20 000 экз.
6. ↑  Осипов Л. А. Обработка сигналов на цифровых процессорах. Линейно-аппроксимирующий метод. — М.: Горячая линия — Телеком, 2001. — 114 с.
7. ↑  Иванов М. Т., Сергиенко А. Б., Ушаков В. Н. Теоретические основы радиотехники / Под ред. В. Н. Ушакова. — М.: Высшая школа, 2002. — 306 с.
8. ↑  Ричард Лайонас. Цифровая обработка сигналов. — М.: ООО «Бином-Пресс», 2006. — 656 с. — ISBN 978-5-9518-0149-4.
9. ↑  А. Оппенгейм, Р. Шафер. Цифровая обработка сигналов / Пер. с англ.. — М.: Техносфера, 2006. — 856 с. — 1500 экз. — ISBN 978-5-94836-077-6.

### Нормативные документы
1. 1 2  ГОСТ 16465-70 Сигналы радиотехнические измерительные. Термины и определения. docs.cntd.ru. Дата обращения: 4 июня 2017. Архивировано 20 июня 2017 года.
2. 1 2  ГОСТ 26.013-81 Средства измерения и автоматизации. Сигналы электрические с дискретным изменением параметров входные и выходные. docs.cntd.ru. Дата обращения: 21 апреля 2020. Архивировано 27 апреля 2020 года.